# Alexandre Coeff
Alexandre Coeff (Brest, 20 febbraio 1992) è un calciatore francese, difensore o centrocampista del Valenciennes.

## Carriera

### Club

#### Giovanili
Nato a Brest, Coeff ha vestito le maglie del Plouzane Athletic, Stade Brestois 29, Guilers e Cavale Blanche Brest.

#### Lens
Coeff è entrato a far parte della formazione giovanile di RC Lens nel 2008, all'età di 16 anni. Il 10 ottobre 2008, ha firmato il suo primo contratto da professionista, accettando un contratto triennale con Lens. La rottura del legamento collaterale mediale e del legamento crociato anteriore in una delle sue ginocchia ha ritardato la sua carriera professionale e, dopo essersi sottoposto con successo alla riabilitazione, ha trascorso due anni giocando nella squadra riserve del club nel Championnat de France amateur, la quarta serie del campionato francese di calcio.
Il 29 maggio 2011, Coeff ha fatto il suo debutto da professionista, apparendo come sostituto in una sconfitta in trasferta 0-4 contro l'AS Nancy. Dopo essere stato usato con parsimonia durante la stagione 2011-2012, è apparso regolarmente in campo nel campionato 2012-2013, giocando 37 partite di campionato e segnando una volta.

#### Udinese
Il 13 luglio 2013 Coeff ha firmato un contratto quinquennale con l'Udinese Calcio. Il giorno dopo, è stato ceduto in prestito al Granada CF, con un contratto di una stagione. Successivamente è stato nuovamente mandato in prestito, prima all'RCD Mallorca poi al Royal Mouscron. Il 4 agosto 2015, Coeff è entrato a far parte del Gazélec Ajaccio, club della Ligue 1, sempre coon la formula del prestito. Nel luglio 2016, Coeff è tornato in Francia e ha firmato un contratto di prestito di due anni con il Brest, squadra della Ligue 2.

#### AEL
L'11 settembre 2018, allo scadere del contratto con l'Udinese, Coeff è passato alla Souper Ligka Ellada, unendosi alla squadra dell'AEL con un contratto di due anni. Il 3 novembre 2018, ha segnato il suo primo gol per il club,nel pareggio ottenuto in trasferta per 1–1 contro il Levadiakos. Il 14 gennaio 2019, dopo nove partite giocate, ha risolto il contratto con il club greco.

#### Gazélec Ajaccio
Il 18 gennaio 2019 ha firmato un contratto biennale con Gazélec Ajaccio.

#### Auxerre
Il 17 giugno 2019 si è accasato all'AJ Auxerre nella Domino's Ligue 2. Per la sua prima stagione nello Yonne, ha giocato 25 delle 28 partite del campionato 2019-2020, iniziando tutte da titolare. Il 22 luglio 2020 è stato prorogato per altre due stagioni, rimanendo così legato al club fino al 2023.

#### Brescia
Dopo essersi svincolato dall'Auxerre, il 31 gennaio 2023 viene ingaggiato dal Brescia, dal quale rescinde consensualmente il contratto nell'aprile dello stesso anno dopo aver marcato una sola presenza.

#### Valenciennes
Il 26 gennaio, dopo la parentesi indiana, torna in Francia firmando per il Valenciennes, club militante in Championnat National, il terzo livello del campionato francese di calcio.

### Nazionale
Ha rappresentato la Francia con le selezioni dall'Under-16 all'Under-21.

## Statistiche

### Presenze e reti nei club
Statistiche aggiornate al 26 gennaio 2025.
| Stagione               | Squadra                | Campionato             | Campionato | Campionato | Coppe nazionali | Coppe nazionali | Coppe nazionali | Coppe continentali | Coppe continentali | Coppe continentali | Altre coppe | Altre coppe | Altre coppe | Totale | Totale |
| Stagione               | Squadra                | Comp                   | Pres       | Reti       | Comp            | Pres            | Reti            | Comp               | Pres               | Reti               | Comp        | Pres        | Reti        | Pres   | Reti   |
| ---------------------- | ---------------------- | ---------------------- | ---------- | ---------- | --------------- | --------------- | --------------- | ------------------ | ------------------ | ------------------ | ----------- | ----------- | ----------- | ------ | ------ |
| 2010-2011              | Lens                   | L1                     | 1          | 0          | CF+CdL          | 0               | 0               | -                  | -                  | -                  | -           | -           | -           | 1      | 0      |
| 2011-2012              | Lens                   | L2                     | 9          | 1          | CF+CdL          | 1+1             | 0               | -                  | -                  | -                  | -           | -           | -           | 11     | 1      |
| 2012-2013              | Lens                   | L2                     | 37         | 1          | CF+CdL          | 6+1             | 0               | -                  | -                  | -                  | -           | -           | -           | 44     | 1      |
| Totale Lens            | Totale Lens            | Totale Lens            | 47         | 2          |                 | 9               | 0               |                    | -                  | -                  |             | -           | -           | 56     | 2      |
| 2013-2014              | Granada                | PD                     | 13         | 0          | CR              | 1               | 0               | -                  | -                  | -                  | -           | -           | -           | 14     | 0      |
| 2014-gen. 2015         | Maiorca                | SD                     | 2          | 0          | CR              | 1               | 0               | -                  | -                  | -                  | -           | -           | -           | 3      | 0      |
| gen.-giu. 2015         | R.E. Mouscron          | PL                     | 5+4        | 0          | CB              | 0               | 0               | -                  | -                  | -                  | -           | -           | -           | 9      | 0      |
| 2015-2016              | Gazélec Ajaccio        | L1                     | 24         | 0          | CF+CdL          | 3+1             | 0               | -                  | -                  | -                  | -           | -           | -           | 28     | 0      |
| 2016-2017              | Brest                  | L2                     | 30         | 3          | CF+CdL          | 2+1             | 0               | -                  | -                  | -                  | -           | -           | -           | 33     | 3      |
| 2017-2018              | Brest                  | L2                     | 25         | 1          | CF+CdL          | 2+1             | 0               | -                  | -                  | -                  | -           | -           | -           | 28     | 1      |
| Totale Brest           | Totale Brest           | Totale Brest           | 55         | 4          |                 | 6               | 0               |                    | -                  | -                  |             | -           | -           | 61     | 4      |
| 2018-gen. 2019         | Larissa                | SL                     | 8          | 1          | CG              | 1               | 0               | -                  | -                  | -                  | -           | -           | -           | 9      | 1      |
| gen.-giu. 2019         | Gazélec Ajaccio        | L2                     | 13+2       | 0          | CF+CdL          | -               | -               | -                  | -                  | -                  | -           | -           | -           | 15     | 0      |
| Totale Gazelec Ajaccio | Totale Gazelec Ajaccio | Totale Gazelec Ajaccio | 37+2       | 0          |                 | 4               | 0               |                    | -                  | -                  |             | -           | -           | 43     | 0      |
| 2019-2020              | Auxerre                | L2                     | 25         | 0          | CF+CdL          | 0+1             | 0               | -                  | -                  | -                  | -           | -           | -           | 26     | 0      |
| 2020-2021              | Auxerre                | L2                     | 35         | 2          | CF              | 1               | 0               | -                  | -                  | -                  | -           | -           | -           | 36     | 2      |
| 2021-2022              | Auxerre                | L2                     | 26+2       | 1          | CF              | 2               | 0               | -                  | -                  | -                  | -           | -           | -           | 30     | 1      |
| 2022-gen. 2023         | Auxerre                | L1                     | 7          | 0          | CF              | 0               | 0               | -                  | -                  | -                  | -           | -           | -           | 7      | 0      |
| Totale Auxerre         | Totale Auxerre         | Totale Auxerre         | 93+2       | 3          |                 | 4               | 0               |                    | -                  | -                  |             | -           | -           | 99     | 3      |
| gen.-giu. 2023         | Brescia                | B                      | 1          | 0          | CI              | -               | -               | -                  | -                  | -                  | -           | -           | -           | 1      | 0      |
| 2023-2024              | Caen                   | L2                     | 20         | 0          | CF              | 3               | 0               | -                  | -                  | -                  | -           | -           | -           | 23     | 0      |
| 2023-2024              | Caen 2                 | CN3-F                  | 1          | 0          | -               | -               | -               | -                  | -                  | -                  | -           | -           | -           | 1      | 0      |
| 2024-gen.2025          | Kerala Blasters        | ISL                    | 13         | 1          | SC              | -               | -               | -                  | -                  | -                  | DC          | 1           | 0           | 14     | 1      |
| 2024-2025              | Valenciennes           | CN                     | 0          | 0          | CF              | -               | -               | -                  | -                  | -                  | -           | -           | -           | 0      | 0      |
| Totale carriera        | Totale carriera        | Totale carriera        | 295+8      | 11         |                 | 29              | 0               |                    | -                  | -                  |             | 1           | 0           | 233    | 11     |